# 安布羅斯 (加利福尼亞州莫多克縣)
安布羅斯（英語：Ambrose）是位於美國加利福尼亞州莫多克縣的一個非建制地區。該地的面積和人口皆未知。

## 地理
安布羅斯的座標為41°30′07″N 120°58′53″W / 41.50194°N 120.98139°W，而該地的平均海拔高度為1515米（即4970英尺）。